# 伊沃特 (乌克兰)
51°58′56″N 33°30′3″E / 51.98222°N 33.50083°E
伊沃特（烏克蘭語：Івот）是位於烏克蘭東北部的村莊，由蘇梅州紹斯特卡區的紹斯特卡市鎮負責管轄。該村處於伊沃特卡河右岸，距離安東尼夫卡4.5公里，海拔高度144米，2001年人口904。